# Cursus (Stonehenge)

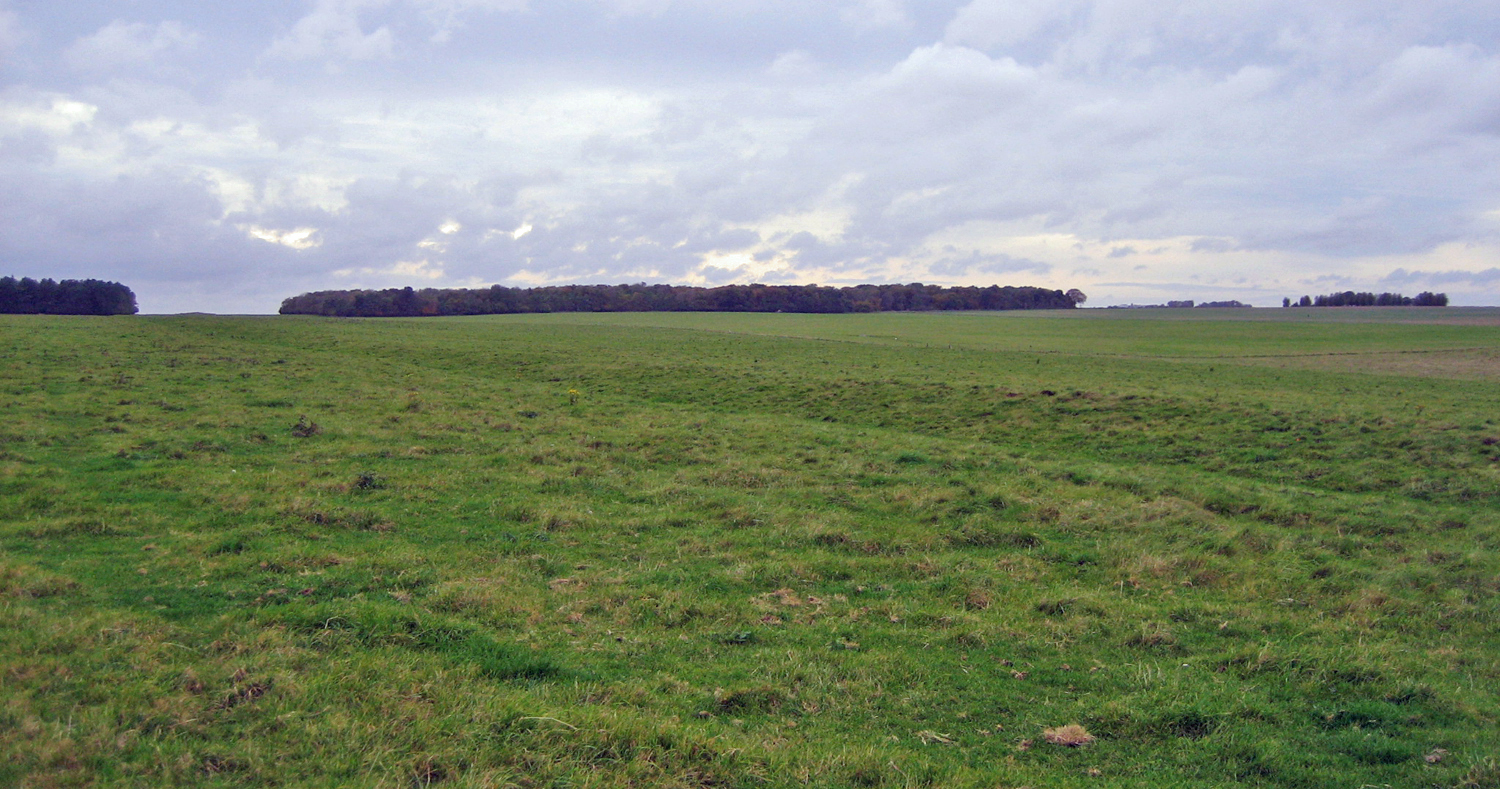
Partie sud du fossé et du talus du Cursus.

Le Cursus de Stonehenge (Stonehenge Cursus), appelé aussi Grand Cursus (Greater Cursus), et plus généralement Cursus, c'est-à-dire le « Champ de course » en latin, est un grand monument néolithique de forme oblongue, situé immédiatement au nord de Stonehenge, dans le Wiltshire, Angleterre.
Le Cursus s'étend d'est en ouest sur une longueur d'environ 3 km et une largeur de 100 à 150 m. Les fouilles de 2007 ont permis de dater la construction de cet immense terrassement entre -3 630 et -3 375. Cela rend le monument antérieur de plusieurs siècles à la première phase de Stonehenge, située vers -3 000.
Le Cursus fait partie du domaine de Stonehenge, propriété du National Trust. L'accès est libre et gratuit.

Plan de la zone archéologique de Stonehenge.

## Contexte
La datation au radiocarbone d'un andouiller de cerf découvert au fond du fossé de l'extrémité ouest situe la construction du Cursus entre -3 630 et -3 375. Sa longueur est d'un peu moins de 3 km et sa largeur d'une centaine de mètres. En raison d'une légère différence dans l'alignement de ses fossés nord et sud, le Cursus s'élargit à environ 150 m à son extrémité ouest. Il est à peu près orienté d'est en ouest et par conséquent sur le lever et le coucher du soleil aux équinoxes.
On trouve une tombe circulaire de l'âge du bronze, du type round barrow, à l'extrémité ouest de l'enceinte, et un grand tumulus long néolithique (long barrow) à l'extrémité est. Le Stonehenge Riverside Project (en) a fouillé les vestiges du tumulus long en 2008, afin de déterminer s'il est antérieur ou contemporain du Cursus proprement dit. Les fossés du Cursus ne sont pas uniformes et varient en largeur et en profondeur. Le fossé à l'est est assez peu profond, comme l'est aussi le fossé sud, qui n'a que de 0,75 m de profondeur et 1,8 m de large au sommet, alors qu'à l'extrémité ouest, le fossé atteint une profondeur de 2 m et une largeur de 2,75 m.
Comme pour la plupart des constructions du type cursus, la fonction du Cursus de Stonehenge n'est pas claire, même si elle est considérée comme à but cérémoniel. Le Cursus traverse une vallée sèche connue sous le nom de Stonehenge Bottom, peut-être un simple fossé d'écoulement des pluies à l'époque néolithique, peut-être lié à certaines de ces activités cérémonielles. On a aussi suggéré que le Cursus de Stonehenge pouvait être une sorte de limite entre les zones d'habitation et l'aire cultuelle. Le cursus est aligné sur le lever du soleil d'équinoxe qui se lève sur le long barrow situé à l'est.

## Fouilles

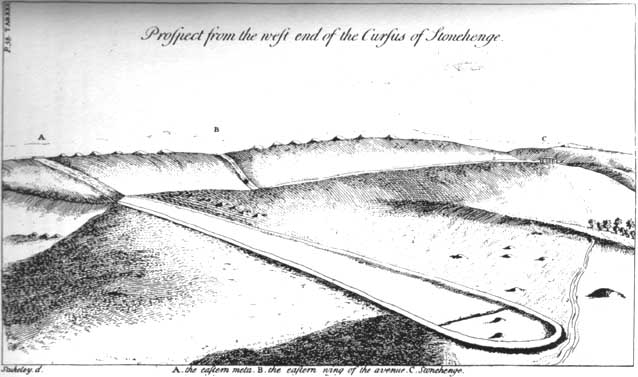
Plan de Stukeley.

William Stukeley a été, au XVIIIe siècle, le premier antiquaire à identifier et à enregistrer le Cursus de Stonehenge, bien qu'il lui ait incorrectement attribué une origine romaine. En 1947, John FS Stone (en) a fouillé une petite zone du fossé sud, vers l'extrémité ouest. Il a découvert un petit éclat de pierre bleue et un andouiller dans une niche spécialement creusée, datée d'environ -2 500.
En 2007, le Stonehenge Riverside Project (en) a ouvert trois tranchées à l'extrémité ouest du Cursus, découvrant un andouiller à l'extrémité du fossé ouest. Une tranchée dans le fossé nord a révélé un tesson de poterie provisoirement daté du -4e millénaire. Une tranchée au sud du fossé a fourni des preuves de reprises dans le fossé d'origine, datables de -2500 environ (lorsque l'andouiller de John Stone a été déposé), et de nouveau entre -2 000 et -1 500.
En 2014, le Stonehenge Hidden Landscapes Project met en évidence, en plus de la fosse occidentale, une seconde fosse à l'autre bout du Cursus, dans le prolongement de la Heel Stone (en) qui marque l'entrée de Stonehenge, alignée avec le lever du soleil lors du solstice d'été. Les archéologues ont également découvert des brèches dans le Cursus, permettant l'accès à Stonehenge, ce qui suggère que cette allée était une sorte de voie de procession rituelle (associe par exemple à des rituels de fertilité aux prières pour des récoltes) suivant la course du soleil, avec des lignes allant du sud au nord qui guidaient les visiteurs dans leur accès au cercle de pierres.

## Le tumulus 42 (Amesbury 42 Long Barrow)

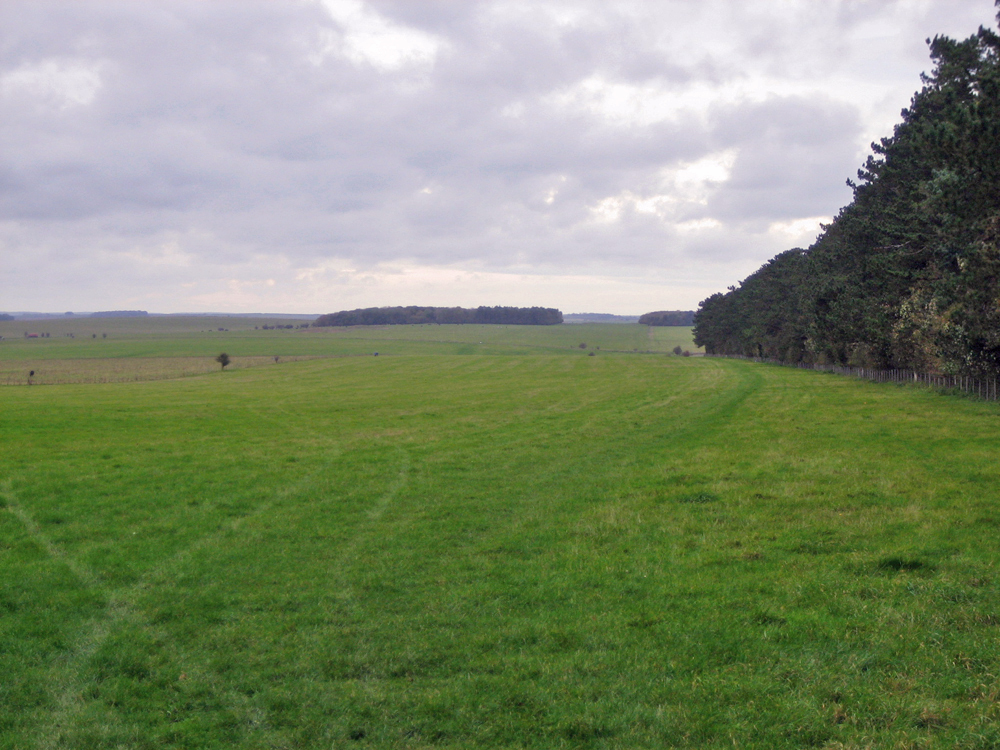
Le cursus vu de l'extrémité est.

Juste au-delà de l'extrémité orientale du Cursus se trouve un tumulus long (long barrow) néolithique, orienté nord-sud, consigné par William Stukeley en 1723 et Richard Colt Hoare en 1810. Il a été fouillé par John Thurnam en 1868, qui y a trouvé un crâne de bœuf et quelques inhumations secondaires. Le tumulus, qui depuis a été nivelé, se trouve maintenant sous la piste cavalière qui longe King Barrow Ridge. Le fossé est du tumulus, d'une profondeur de 2 m, a été fouillé dans les années 1980 par Julian Richards et son équipe pour le Stonehenge Environs Project, mais sans que soit trouvé aucun matériel datable. 
Le Stonehenge Riverside Project a fouillé le fossé à nouveau en 2008.
Dès 1979, la Commission royale des monuments historiques (Royal Commission on Historical Monuments) avait recommandé une protection du tumulus par le détournement de la piste cavalière et l'éclaircissement des zones boisées entre le tumulus et le cursus. 
Ces recommandations n'ont pas encore été suivies d'effet.

## Le Petit Cursus
À 750 m au nord-ouest de l'extrémité ouest du Cursus de Stonehenge se trouve le Petit Cursus, qui consiste en un terrassement de 400 m de long et 60 m de large orienté ouest-sud-ouest / nord-nord-est. Ses talus et ses fossés ont survécu jusqu'au XXe siècle, mais il a fini par être nivelé par les labours plus profonds depuis la Seconde Guerre mondiale et il n'est visible aujourd'hui que comme une coupure dans le paysage. Le Petit Cursus a été fouillé en 1983 dans le cadre du Stonehenge Environs Project. Il a été mis en évidence que le terrassement d'origine était seulement de la moitié de sa longueur actuelle, et qu'il a ensuite été étendu. On a aussi constaté qu'il n'avait aucune limite à l'est. Les fossés et les talus s'interrompaient simplement, laissant ouverte l'extrémité orientale. Le projet a également découvert plusieurs andouillers de cerfs qui ont permis de dater le monument d'environ -3000.

## Accès
Le Cursus de Stonehenge est entièrement situé dans le domaine de Stonehenge et son accès est libre. Il est situé à 700 m au nord de Stonehenge et facilement accessible par la piste cavalière qui va vers le nord à partir du parc de stationnement de Stonehenge. Le Petit Cursus est sur les terres arables, mais un chemin permissif passe à proximité. Toutefois, comme il n'est visible que comme une coupure sur le terrain, il n'y a rien de notable à voir. Le tumulus Amesbury 42 Long Barrow est accessible par une piste cavalière à l'extrémité orientale du Grand Cursus.